# Marcus Henderson
Marcus Henderson es un guitarrista estadounidense, reconocido por sus colaboraciones al popular juego Guitar Hero. También tocó en las bandas Drist y Hellbillys. En agosto de 2009, Henderson filmó el vídeo tutorial "Rock Guitar Heroics" en Santa Rosa, California.

## Discografía
A continuación aparece la lista de canciones de la serie Guitar Hero en las que Marcus grabó las partes de guitarra.
| Título                                | Banda                         | Juego                             |
| "Ace of Spades"                       | Motörhead                     | Guitar Hero                       |
| "Arterial Black"                      | Drist                         | Guitar Hero II                    |
| "Bark at the Moon"                    | Ozzy Osbourne                 | Guitar Hero                       |
| "Balls to the Wall"                   | Accept                        | Guitar Hero Encore: Rocks the 80s |
| "Beast and the Harlot"                | Avenged Sevenfold             | Guitar Hero II                    |
| "Call Me"                             | Blondie                       | Karaoke Revolution Party          |
| "Carry Me Home"                       | The Living End                | Guitar Hero II                    |
| "Caught in a Mosh"                    | Anthrax                       | Guitar Hero Encore: Rocks the 80s |
| "Cherry Pie"                          | Warrant                       | Guitar Hero II                    |
| "Cochise"                             | Audioslave                    | Guitar Hero                       |
| "Cowboys from Hell"                   | Pantera                       | Guitar Hero                       |
| "Decontrol"                           | Drist                         | Guitar Hero                       |
| "Fat Lip"                             | Sum 41                        | Guitar Hero                       |
| "Freya"                               | The Sword                     | Guitar Hero II                    |
| "Godzilla"                            | Blue Öyster Cult              | Guitar Hero                       |
| "Hangar 18"                           | Megadeth                      | Guitar Hero II                    |
| "Headstrong"                          | Trapt                         | Karaoke Revolution Party          |
| "Heart-Shaped Box"                    | Nirvana                       | Guitar Hero II                    |
| "Heart Full of Black"                 | Burning Brides                | Guitar Hero                       |
| "Hey You"                             | The Exies                     | Guitar Hero                       |
| "I Love Rock 'n' Roll"                | Joan Jett and the Blackhearts | Guitar Hero                       |
| "Infected"                            | Bad Religion                  | Guitar Hero                       |
| "Institutionalized"                   | Suicidal Tendencies           | Guitar Hero II                    |
| "Iron Man"                            | Black Sabbath                 | Guitar Hero                       |
| "I Wanna Be Sedated"                  | Ramones                       | Guitar Hero                       |
| "Killing in the Name"                 | Rage Against the Machine      | Guitar Hero II                    |
| "Laid to Rest"                        | Lamb of God                   | Guitar Hero II                    |
| "Madhouse"                            | Anthrax                       | Guitar Hero II                    |
| "Monkey Wrench"                       | Foo Fighters                  | Guitar Hero II                    |
| "No One Knows"                        | Queens of the Stone Age       | Guitar Hero                       |
| "Pain"                                | Jimmy Eat World               | Karaoke Revolution Party          |
| "Stellar"                             | Incubus                       | Guitar Hero                       |
| "Symphony of Destruction"             | Megadeth                      | Guitar Hero                       |
| "Take It Off"                         | The Donnas                    | Guitar Hero                       |
| "Takin' Care of Business"             | Bachman-Turner Overdrive      | Karaoke Revolution Party          |
| "Them Bones"                          | Alice in Chains               | Guitar Hero II                    |
| "The Trooper"                         | Iron Maiden                   | Guitar Hero II                    |
| "Thunder Kiss '65"                    | White Zombie                  | Guitar Hero                       |
| "Trippin' on a Hole in a Paper Heart" | Stone Temple Pilots           | Guitar Hero II                    |
| "Unsung"                              | Helmet                        | Guitar Hero                       |
| "War Pigs"                            | Black Sabbath                 | Guitar Hero II & Rock Band        |
| "Who Was In My Room Last Night?"      | Butthole Surfers              | Guitar Hero II                    |
| "You've Got Another Thing Comin'"     | Judas Priest                  | Guitar Hero                       |
| "Woman"                               | Wolfmother                    | Guitar Hero II                    |